# Tuchyňa
Tuchyňa je naseljeno mjesto u okrugu Ilava u  Trenčínskom kraju u Slovačkoj.

## Stanovništvo
| Godina:     | 1993. | 2003.   | 2013.   | 2023.    |
| ----------- | ----- | ------- | ------- | -------- |
| Broj ljudi: | 737   | 778     | 781     | 862      |
| Razlika:    |       | +5,56 % | +0,38 % | +10,37 % |

| Godina:     | 2022. | 2023.   |
| ----------- | ----- | ------- |
| Broj ljudi: | 847   | 862     |
| Razlika:    |       | +1,77 % |

Prema podacima o broju stanovnika iz 2023. godine naselje je imalo 862 stanovnika.

## Vanjske poveznice
|  | Zajednički poslužitelj ima još gradiva o temi Tuchyňa |

- Službena stranica naselja (sl.)